# Rafael Valls
Rafael Valls Ferri (* 25. Juni 1987 in Cocentaina) ist ein ehemaliger spanischer Straßenradrennfahrer.

## Sportliche Laufbahn
Rafael Valls fuhr 2007 als Stagiaire bei der spanischen Mannschaft Relax-GAM und 2008 beim ProTeam Scott-American Beef. Im Laufe des Jahres 2008 gewann er den Circuito Guadiana und eine Etappe bei der Vuelta a Palencia. 2009 wurde er unter anderem Vierter beim Circuito Montañés und Zehnter bei der Tour de l’Avenir. 2010 gewann er eine Etappe bei der Tour de San Luis und wurde Gesamtdritter. 2015 entschied er die Gesamtwertung der Tour of Oman für sich. Im Jahr 2019 gewann er das Eintagesrennen Prueba Villafranca de Ordizia.
Von 2009 bis 2021 fuhr Valls als Radprofi auf WorldTour-Niveau, wechselte jedoch alle zwei Jahre das Team. Bis einschließlich 2021 startete Valls bei neun großen Landesrundfahrten. Seine beste Platzierung errang er bei Giro d’Italia 2013 mit einem 28. Platz. Bestes Tagesergebnis war ein zweiter Platz auf der siebten Etappe gleich bei seiner ersten Teilnahme an der Tour de France.
Nach der Saison 2021 beendete Valls im Alter von 34 Jahren seine Karriere als Radrennfahrer. Seit 2023 ist er Mitglied der sportlichen Leitung der Teams Jayco AlUla und Liv AlUla Jayco.

## Erfolge
2010
- eine Etappe Tour de San Luis

2015
- Gesamtwertung und eine Etappe Tour of Oman

2019
- Prueba Villafranca de Ordizia

## Grand-Tour-Platzierungen
| Grand Tour            | 2010 | 2011 | 2012 | 2013 | 2014 | 2015 | 2016 | 2017 | 2018 | 2019 | 2020 | 2021 |
| --------------------- | ---- | ---- | ---- | ---- | ---- | ---- | ---- | ---- | ---- | ---- | ---- | ---- |
| Giro d’ItaliaGiro     | –    | DNF  | –    | 28   | –    | –    | –    | –    | DNF  | –    | –    | 96   |
| Tour de FranceTour    | 51   | –    | 41   | –    | DNF  | 78   | –    | –    | –    | –    | DNF  | –    |
| Vuelta a EspañaVuelta | –    | –    | DNF  | 43   | –    | –    | –    | –    | –    | –    | –    | –    |